# Scapania gamundiae
Scapania gamundiae là một loài rêu trong họ Scapaniaceae. Loài này được R.M. Schust. mô tả khoa học đầu tiên năm 1968.